# Scatella oahuense
Scatella oahuense är en tvåvingeart som beskrevs av Williams 1938. Scatella oahuense ingår i släktet Scatella och familjen vattenflugor. Inga underarter finns listade i Catalogue of Life.